# Iguanognathus werneri
Iguanognathus werneri is een slang uit de familie toornslangachtigen (Colubridae) en de onderfamilie waterslangen (Natricinae).

## Naam en indeling
De wetenschappelijke naam van de soort werd voor het eerst voorgesteld door George Albert Boulenger in 1898. Het is de enige soort uit het monotypische geslacht Iguanognathus. De soortaanduiding werneri is een eerbetoon aan de Oostenrijkse zoöloog Franz Werner (1867-1939).

## Verspreidingsgebied
De soort komt voor in delen van zuidelijk Azië en is endemisch in Indonesië, en alleen op het eiland Sumatra. Over de habitat is nog niets bekend.

## Beschermingsstatus
Door de internationale natuurbeschermingsorganisatie IUCN is de beschermingsstatus 'onzeker' toegewezen (Data Deficient of DD).
Adelophis ·
Afronatrix · 
Amphiesma · 
Amphiesmoides · 
Anoplohydrus · 
Aspidura ·
Atretium ·
Blythia ·
Clonophis · 
Fowlea ·
Haldea · 
Hebius ·
Helophis · 
Herpetoreas ·
Hydrablabes ·
Hydraethiops ·
Iguanognathus · 
Isanophis · 
Limnophis · 
Liodytes ·
Natriciteres ·
Natrix ·
Nerodia ·
Opisthotropis ·
Paratapinophis · 
Pseudagkistrodon · 
Regina ·
Rhabdophis ·
Rhabdops ·
Smithophis ·
Storeria ·
Thamnophis ·
Trachischium ·
Trimerodytes ·
Tropidoclonion · 
Tropidonophis ·
Virginia · 
Xenochrophis